# 이리영등중학교
이리영등중학교(裡里永登中學校)는 대한민국 전북특별자치도 익산시 어양동에 있는 공립 중학교이다.

## 학교 연혁
- 1991년 6월 12일 : 이리영등중학교 설립인가(27학급)
- 1992년 3월 2일 : 신입생 393명(8학급) 개교
- 2003년 7월 8일 : 신축 校舍 이전(현위치)
- 2022년 9월 1일 : 제14대 박종각 교장 부임
- 2023년 12월 29일 : 제30회 졸업(졸업생 170명) 총 10,019명
- 2024년 3월 4일 : 18(2)학급 편성(신입생 164명) 전교생 490명

## 참고 자료
- 이리영등중학교 - 한국교육학술정보원 학교알리미